# Clericis laicos
Clericis laicos es una bula promulgada por el papa Bonifacio VIII el 24 de febrero de 1296, cuyo título proviene de las primeras palabras con que se inicia el documento: Clericis laicos infestos oppido tradit antiquitas («Es una antigua tradición que los laicos sean absolutamente contrarios a los clérigos»).

## Contexto
Para poner fin al conflicto que mantenía en guerra a los reinos de Inglaterra y Francia, Bonifacio VIII envió dos legados con la indicación de proclamar una tregua que terminara con las hostilidades (al menos temporalmente), de manera que pudieran comenzar la negociación con la ayuda de los mismos legados. Sin embargo, los enviados del papa al llegar a sus respectivos destinos no comunicaron el mensaje, pues consideraron mejor esperar a una tregua de mutuo acuerdo, que a una impuesta.
El papa intervino en el conflicto franco inglés, debido a que para costear la guerra los monarcas habían gravado de impuestos a los eclesiásticos. Bonifacio VIII envió la bula Clericis laicos a estos legados para que la publicaran en Inglaterra y en Francia, aun cuando el decretal era dirigido a todas las autoridades políticas de la cristiandad.

## Contenido
Bonifacio VIII inicia el documento recordando que la antigüedad enseña que los laicos siempre han sido hostiles a los clérigos y que al tiempo presente se veía como una realidad concreta, por las intenciones de los reyes (sus contemporáneos) de entrometerse en las cosas que solo le compete a la Iglesia, colocando pesadas cargas sobre los eclesiásticos de sus territorios. Cuenta además que los eclesiásticos, por el temor de ser atacados por sus gobernantes, se someten sin el permiso de la Santa Sede a las pretensiones de los mismos, muchas veces a expensas del patrimonio de la Iglesia.

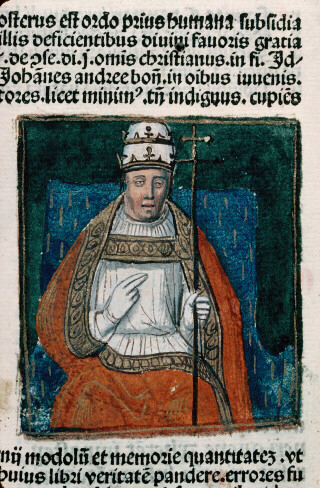
Bonifacio VIII, autor de la Clericis laicos, en una miniatura del

El papa recordaba a los príncipes que de acuerdo con los cánones de los concilios de Letrán (III y IV) no podían disponer de los bienes eclesiásticos sin el permiso previo del papa. Luego prohibía, bajo pena de excomunión, que las autoridades temporales cobrasen o recibiesen impuestos del clero sin una autorización previa del papa. La pena de excomunión y deposición alcanzaba también a los clérigos que aceptasen el pago del tributo. Los laicos que colaborasen en el cobro de tales impuestos también quedaban excomulgados.
En agosto de 1296, Bonifacio VIII solicitaba todavía al legado en Francia que publicara la bula o que al menos diera noticias de que la orden había sido cumplida.

## Consecuencias
Como reacción ante Clericis laicos, Felipe el Hermoso prohibió que ningún diezmo o dinero fuera enviado a Roma e impidió la publicación de la bula. También el rey Eduardo I de Inglaterra puso trabas a la aplicación de la bula. Esto condujo a que en 1297, el obispo Roberto Winchelsey excomulgara al monarca. Dupré Theseider afirma que si Bonifacio VIII se hubiera limitado a prohibir todo impuesto sobre los eclesiásticos, no hubiese encontrado una oposición tan vehemente. Al afirmar, en cambio, que cualquier tasa que quisiera imponerse al clero debía ser aprobada por el papa, éste se arrogaba el derecho de legitimar un impuesto, cosa que excedía el poder espiritual del pontífice y entraba al terreno del temporal.
Finalmente se alcanzó un acuerdo de compromiso entre el rey de Francia y el papa. Bonifacio VIII, con la bula Romana mater Ecclesia suspendía temporalmente la aplicación de la Clericis laicos dando de ella una interpretación suave. Sin embargo, afirmó en línea de principio la Clericis laicos pidiendo que esta fuera incluida en la colección de decretales conocida como Liber Sextus.
Otros reinos, como el de Aragón, en mano a Jaime II, pidieron al papa interpretaciones de la bula en la línea de lo concedido al monarca de Francia. Aunque se puede decir que en las demás naciones europeas, la bula se aplicó sin muchas dificultades.